# Оптатус
Святий Оптатус (Оптатос), іноді англізований як святий Оптат — єпископ Мілевісу в Нумідії в IV столітті, який пам'ятний своїми творами проти донатизму.

## Біографія та контекст
Оптат був наверненим, як відомо від св. Августина: «Хіба ми не бачимо, з якою великою здобиччю із золота і срібла та одягу Кипріан, лікар суавіссім, вийшов з Єгипту, а також Лактанцій, Вікторін, Оптат, Іларій?" (De Doctrina Christ., xl). Оптат, ймовірно, починав як язичницький ритор.
Його (безіменна) праця проти донатистів є відповіддю Парменіану, наступнику Доната в Карфагені. Св. Ієронім (De viris illustribus, № 110) розповідає, що це було в шести книгах і було написано при Валенті та Валентиніані (364-75). Зараз ми володіємо сімома книгами, а список пап доводиться аж до Сіріція (384-98). Подібним чином подається донатистська послідовність антипап (II, IV), як Віктор, Боніфатій, Енколпій, Макробій, Луціан, Клавдіан (дата останнього становить близько 380 року), хоча кількома реченнями раніше Макробій згадується як фактичний єпископ.
План роботи викладено в книзі I і завершується в шести книгах. Отже, здається, що сьома книга, про яку святий Ієронім не знав у 392 році, була додатком до нового видання, в якому св. Оптат вніс доповнення до двох єпископських списків. Дата оригінального твору фіксується твердженням у I, xiii, що минуло шістдесят і більше років після переслідування Діоклетіана (303-305). Фотін (пом. 376), очевидно, вважається ще живим; Юліан помер (363). Так, перші книги побачили світ близько 366–70 рр., а друге видання – близько 385–90 рр.

## Доктрина
Св. Оптат розглядає всю суперечку між католиками, як називала себе вся церква до Великого розколу 1054 року, термін, який досі вживається в віровченнях обох сторін Великої схизми, і донатистами . Він розрізняє розкольників і єретиків.  Перші відкинули єдність, але у них є істинне вчення і справжні таїнства, отже, Парменіан не повинен був погрожувати їм (а, отже, і своїй власній партії) вічним прокляттям. Ця м’яка доктрина є великим контрастом із суворістю багатьох отців проти розколу. Схоже, це мотивовано ідеєю, що всі, хто має віру, будуть врятовані, хоча й після довгих мук, — погляд, з яким часто боровся св. Августин.
Донатисти та католики погодилися щодо необхідної єдності Церкви. Питання було, де ця Єдина Церква? Оптатус стверджує, що це не може бути лише в куточку Африки; це має бути catholica (це слово вживається як субстантив), яка є в усьому світі. Парменіан перерахував шість дотей, або властивостей, Церкви, з яких Оптат приймає п'ять, і стверджує, що перша, кафедра (єпископська кафедра) належить католикам, а отже, вони мають усі інші.
Весь розкол виник через сварку щодо єпископської спадкоємності в Карфагені , і можна було очікувати, що Оптат заявить про це властивість кафедри, вказуючи на законність католицького спадкоємства в Карфагені. Але він цього не робить. Він відповідає: «Треба перевірити, хто перший сів у крісло і де. . . Ви не можете заперечити, що ви знаєте, що в місті Римі Петру спочатку було вручено кафедру єпископа, на якій сидів голова всіх апостолів Петро, звідки він також був названий Кифа, в якому має зберігатися єдність однієї кафедри. всіма, щоб інші апостоли не стали кожен за свою кафедру, щоб тепер він був розкольником і грішником, який проти одного кафедри поставив би інший. Тому в одному кріслі, яке є першим із тих, кого вперше сів Петро, який став наступником Лінуса». Нижче наведено неправильний список пап, який закінчується словами «і Дамасу Сіріцію, який сьогодні є нашим колегою, з яким увесь світ з нами погоджується шляхом передачі рекомендаційних листів у спільноті одного причастя. Розкажіть нам походження вашої кафедри, ви, хто бажає претендувати на святу Церкву для себе». Потім Оптат висміює недавню спадкоємність донатистських антипап у Римі.
Оптат стверджує, особливо в книзі V, проти вчення, яке донатисти успадкували від св. Кіпріана, що хрещення тих, хто не є Церквою, не може бути дійсним, і він випереджає аргумент святого Августина про те, що віра хрестителя не має значення, оскільки вона є Бог, який дарує благодать. Відомо його твердження про об’єктивну дієвість таїнств ex opere operato: «Sacramenta per se esse sancta, non per homines» (V, iv). Таким чином, у хрещенні повинні бути Свята Трійця, віруючий і служитель, і їх значення знаходиться в такому порядку, третій є найменш важливим. Докоряючи святотатству донатистів, він каже: «Що такого нечестивого, щоб ламати, шкребти, знімати жертівники Божі, на які ви самі колись приносили, на які і молитви народу, і члени Христа. був понесений, де був покликаний Бог Всемогутній, де був випрошений і зійшов Святий Дух, з якого багато хто отримав запоруку вічного спасіння і охорону віри та надію на воскресіння? . . . Бо що таке вівтар, як не місце Тіла і Крові Христових?»
У книзі VII додається помітний аргумент на користь єдності: святий Петро найтяжче згрішив і відрікся від свого Вчителя, але він зберіг ключі, і задля єдності та милосердя апостоли не відокремлювалися від його спільноти. Таким чином Оптат захищає готовність католиків без труднощів повернути донатистів до єдності, бо в Церкві завжди повинні бути грішники, а кукурудза змішана з пшеницею; але милосердя покриває безліч гріхів.

## Літературна оцінка
Стиль Святого Оптатуса енергійний і живий. Він прагне до лаконічності й ефекту, а не до плинних періодів, і це незважаючи на лагідність і милосердя, які так дивуються в його полеміці проти своїх «братів», як він наполягає на тому, щоб називати донатистських єпископів. Він багато використовує святого Кипріана, хоча і спростовує свою помилкову думку про хрещення, не копіює його легкий стиль. Його описи подій чудові та яскраві.
Дивно, що Дюпен мав назвати його minus nitidus ac politus, бо і в словах, які він використовує, і в їхньому порядку він ледь не звинувачується в дорогоцінності. Він такий же строгий, як Кіпріан, щодо метричних каденцій наприкінці кожного речення.
Він, очевидно, був людиною хорошого смаку, а також високої культури, і він залишив нам у своєму єдиному творі пам’ятник переконливої діалектики, витонченої літературної форми та християнського милосердя. Але загальне зведення його аргументів не так добре, як розвиток кожного окремо. Його алегоричні інтерпретації є надуманими, але інтерпретації Парменіана, очевидно, були ще більш екстравагантними.
Додаток містив важливе досьє документів, які, очевидно, були зібрані якимось католицьким суперечливцем між 330 і 347 роками. Ця колекція була вже понівечена, коли її переписав переписувач з єдиного рукопису, який зберіг його, і цей рукопис неповний, так що нам доводиться шкодувати про втрату значної частини цього першокласного матеріалу для ранньої історії Росії. Донатизм. Ми можемо сказати, що було втрачено за цитатами, зробленими самим Оптатом і Августином.

## Шанування
Св. Оптат, очевидно, ніколи не отримував жодного церковного культу; але його ім'я було внесено в римський мартиролог 4 червня, хоча воно зовсім невідоме всім стародавнім мартирологам і календарям.

## Костянтинівські листи вдодаткупроти донатистів
Після основної частини роботи Оптатуса - спочатку без назви, тепер часто згадується як "Проти донатистів" - є додаток, що складається з десяти офіційних документів, що стосуються донатистської схизми. Шість з них (№ 3, 5, 6, 7, 9 і 10) стверджують, що це листи, написані Костянтином і адресовані різним суб'єктам, причетним до донатистської схизми, включаючи місцевих чиновників (№ 3 і 7), ' Католицькі, тобто антидонатські, єпископи (№ 5, 9 і 10) і один (№ 6) єпископам донатистам. Таким чином, листи показують особисту участь римського імператора в донатистській суперечці між 312/313 і 330 роками нашої ери. 
Їхня автентичність, як і автентичність інших чотирьох документів, була джерелом наукових дискусій з дев’ятнадцятого століття, хоча зараз вони, як правило, вважаються автентичними.  Справжність деяких або всіх документів була заперечена такими вченими, як Отто Сік (1889),  П'єр Батіффол (1914),  Вільям Х'ю Кліффорд Френд (1952),  та Хайнц Крафт (1955).  Тим часом автентичність деяких або всіх документів захищали Луї Дюшен (1890),  Норман Хепберн Бейнс (1925/1931),   Х. Чедвік (1954),  і Чарльз Одал (1993).  Справжність документів часто оскаржується на основі нібито анахронізмів у текстах. П’єр Батіффол, наприклад, відкинув авторство Констанціана для Додатка 5 через використання в ньому спеціально християнських формул і християнських доктрин, які, на його думку, Костянтин не використав би. Чарльз Одал (1993) оскаржив погляд Батіффола. 
М. В. Едвардс стверджував, що додаток не був відредагований самим Оптатусом, а, здається, був складений африканцем, що належить до «католицької» партії. По-перше, Додаток 5 був складений під час Арльського собору (314), а не під час підготовки до Римського собору (313), як припускає Оптат. По-друге, два згадані Оптатом документи - послання донатистів до Костянтина, цитований на I.22, і "протокол Цирти", на який Оптат натякає на I.14, - не включені в додаток. Оскільки документи переважно містять листи офіційної кореспонденції між імператором Костянтином та особами, які мають владу в Африці та Нумідії, або листи, написані в цих провінціях і під наглядом місцевих магістратів, Едвардс припускає, що «наш архівіст [тобто упорядник додатка] Таким чином, схоже, він був африканцем з католицької партії, який мав доступ до публічних записів у своїй власній країні, але не мав жодної торгівлі з донатистами і не намагався збирати докази за кордоном». 